# 141 T État 42.101 à 42.140
Les Mikado série 42.100 numéro 42.101 à 42.140 étaient des locomotives-tender qui furent construites par l’Administration des chemins de fer de l'État, pour le service sur les lignes de la banlieue parisienne de Paris-Saint-Lazare.

## Genèse
Vers 1930, le réseau de l'État avait décidé de moderniser son parc traction, en faisant construire de nouvelles locomotives reproduisant les modèles de la Compagnie des chemins de fer de l'Est comme les Décapod 150-001 à 195 et les Mountain 241-001 à 041.
Poursuivant ce même principe, le réseau de l'État fit construire une série de quarante Mikado-tender numérotées dans la série 42.100, et reproduisant les 141-701 à 742 de l'Est. Les machines furent livrées en 1932 et 1933 par Schneider pour les 42.101 à 42.120, et Batignolles-Châtillon pour les 42.121 à 42.140.

## Description
La chaudière était équipée d'un foyer « Belpaire » à grille étroite, comprenant deux tubes de circulation d'eau supportant la voûte en briques réfractaires, et d'un surchauffeur « DM3 » à vingt-et-un éléments. Le régulateur était installé dans le dôme, et la chaudière protégée des surpressions de vapeur par deux soupapes de sûreté types « Coale ». L'alimentation en eau contenue dans les deux soutes à eau latérales et une troisième placée à l'arrière sous la hotte à charbon, se faisait à l'aide de deux injecteurs universels en charge.
Ces machines étaient équipées d'un moteur à trois cylindres à simple expansion avec une distribution du type « Walschaerts », le deuxième essieu couplé étant coudé pour recevoir la bielle motrice du cylindre interne. Cette configuration à trois cylindres alliée à des roues de petit diamètre en faisaient des locomotives aux accélérations rapides et à l'effort de traction très important.
Les bissels avant et arrière étaient typiquement « Est » à châssis non suspendu.
L'ensemble de la série fut équipé d'origine de la conduite par réversibilité. Elles reçurent par la suite quelques modifications comme la pose d'écrans pare-fumée, d'un réservoir-doseur de traitement « T.I.A », et d'un échappement « Kylchap » permettant une meilleure utilisation de ces machines.
La vitesse limite en service de 95 km/h était relativement élevée pour ces locomotives, malgré des roues motrices d'un diamètre de 1,42 m.

## Utilisation et services
Avec leurs congénères 141 T 42.000, les 42.100 partagèrent la traction des trains de banlieue constitués de rames Talbot et de voitures à deux niveaux État, en réversibilité au départ de Paris-Saint-Lazare sur les lignes de Paris-Mantes par Poissy et de Paris-Mantes par Conflans-Sainte-Honorine jusqu'en 1967. Elles assurèrent également du service banlieue sur Gisors, de Mantes à Plaisir - Grignon, ainsi que la traction de trains de marchandises sur les lignes électrifiées en 750 volts par troisième rail de Versailles-Rive-Droite et de Saint-Germain-en-Laye, de même que jusqu'à Trappes par la grande ceinture.
Elles furent affectées au dépôt des Batignolles, mais aussi à Mantes et Achères.
À la création de la SNCF, elles seront immatriculées 3-141 TD 101 à 140. L'une d'entre elles, la 141 TD 139, sera détruite pendant la seconde guerre mondiale.
Au début des années 1950, sept locomotives supplémentaires de conception identique et provenant de la région Est, seront mutées au dépôt des Batignolles puis numérotées 141 TD 703, 709, 720, 736, 740, 741 et 742.
Le 28 février 1967, lors la mise sous tension de l'intégralité de la ligne de Paris-Mantes par Conflans-Sainte-Honorine, la 141 TD 119 de Mantes assurera la traction du dernier train de banlieue en traction vapeur sur Paris-Saint-Lazare, clôturant ainsi l'ère de la vapeur dans cette grande gare parisienne.
La 141 TD 740 fut préservée par la SNCF en 1968 pour figurer au Musée français du chemin de fer de Mulhouse, mais le projet fut abandonné et la locomotive rachetée en 1982 par l'association CFTLP qui restaurera la machine en état de marche, afin d'assurer la traction de trains spéciaux.

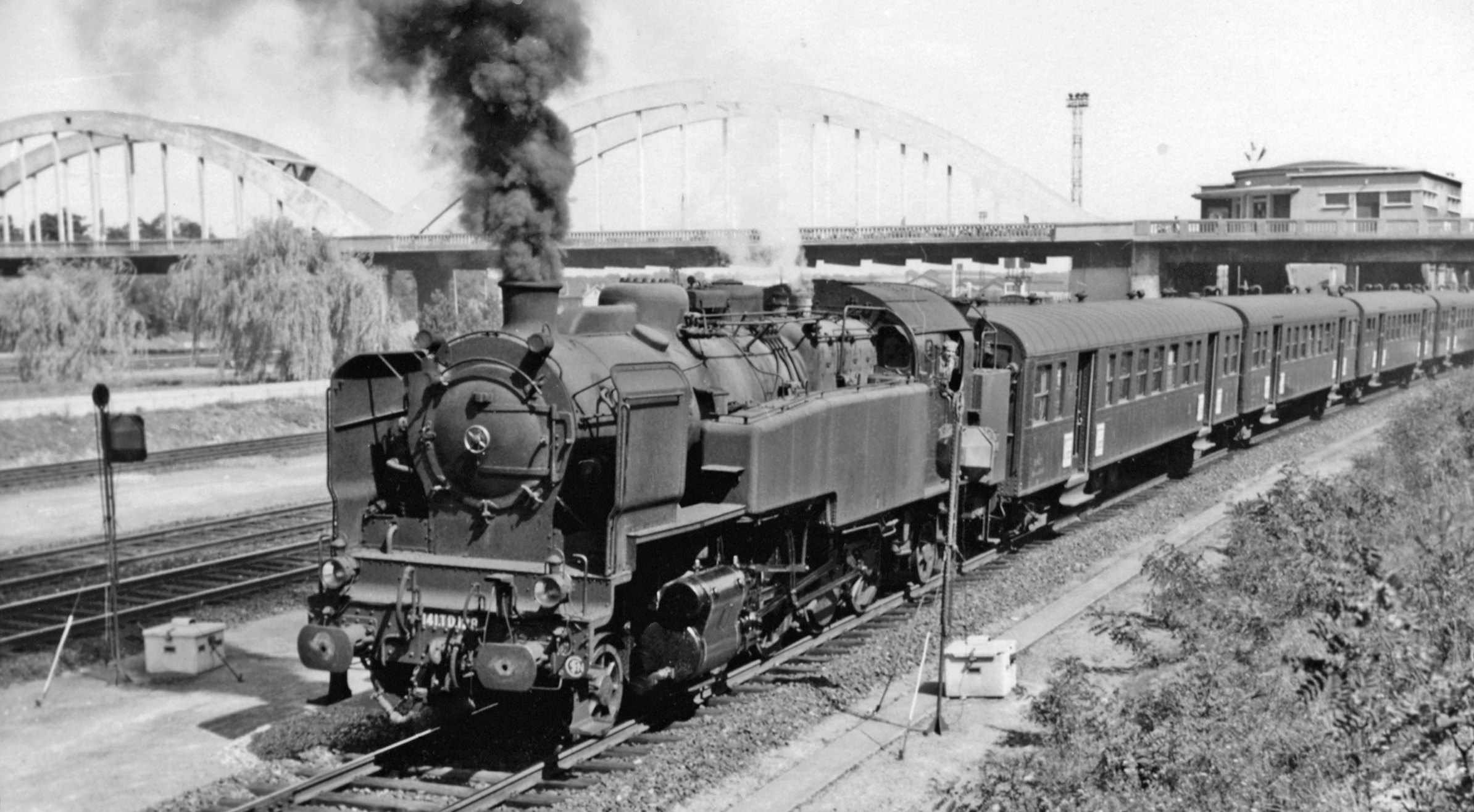
Un train de banlieue tracté par la 141 TD 128 quitte la gare de Achères en direction de Mantes en 1958.
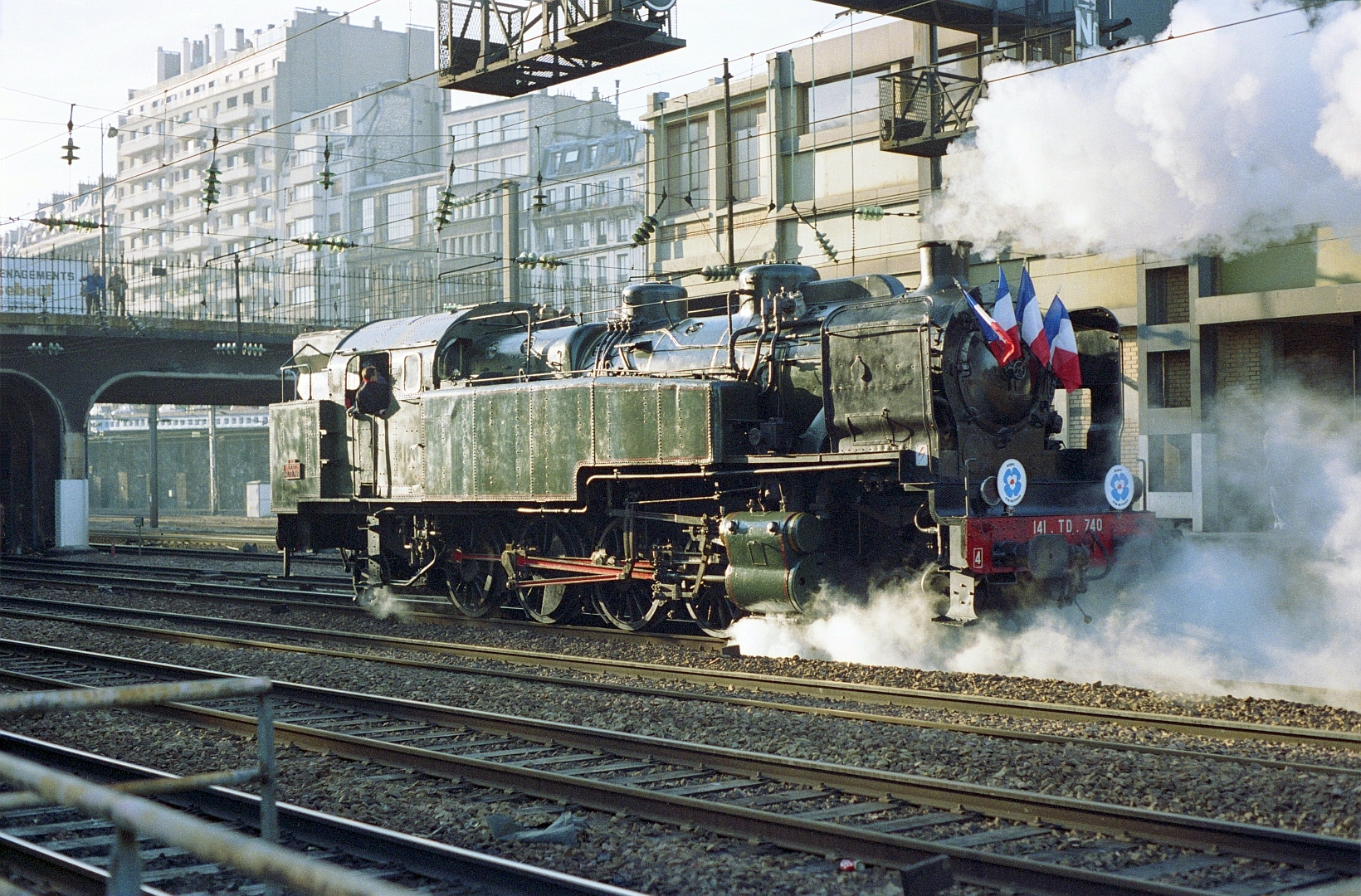
La 141 TD 740 passe en gare de Pont-Cardinet en direction de Paris-Saint-Lazare en 1987.